# ريكاردو ميدينا
ريكاردو ميدينا (بالإنجليزية: Ricardo Medina)‏ هو لاعب كرة قاعدة أمريكي، ولد في 4 نوفمبر 1971.